# صبير كمثري شرقي
صبير كمثري شرقي أو لسان الشيطان أو تين هندي (الاسم العلمي Opuntia humifusa)، نوع نبات من الصبارية ويتبع جنس الصبير. موطنه الأصلي شرق أمريكا الشمالية.

## معرض صور

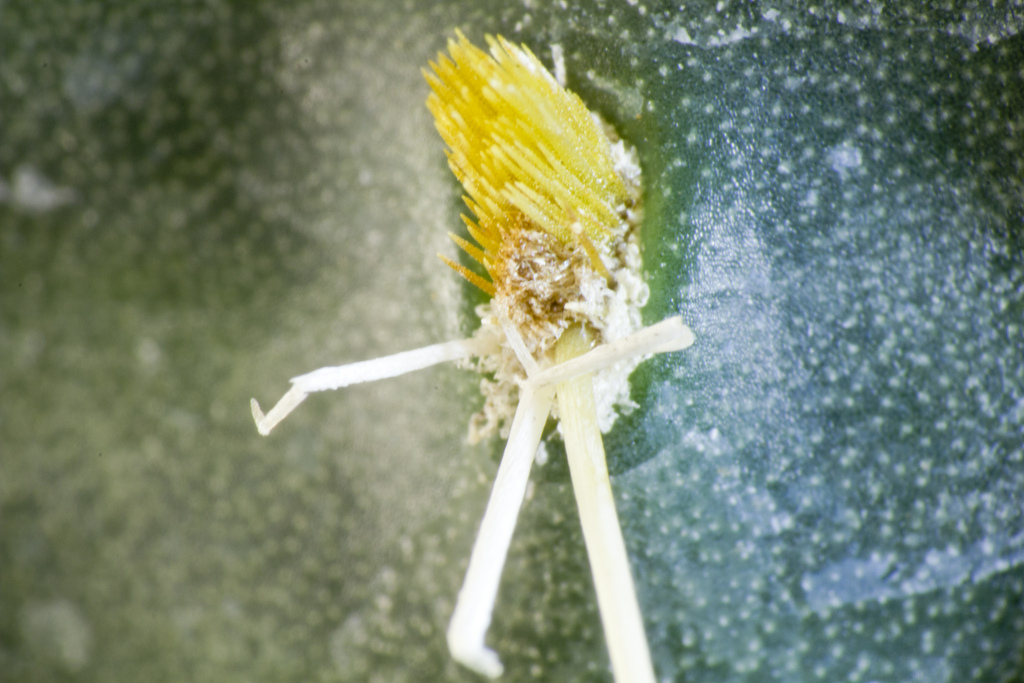
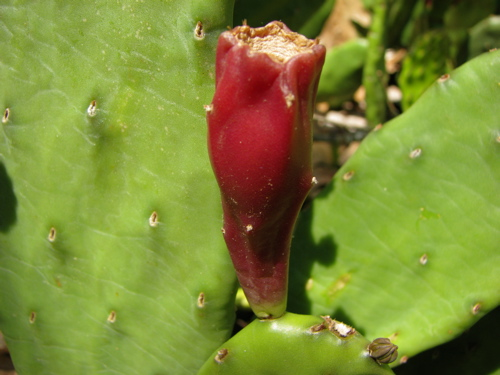
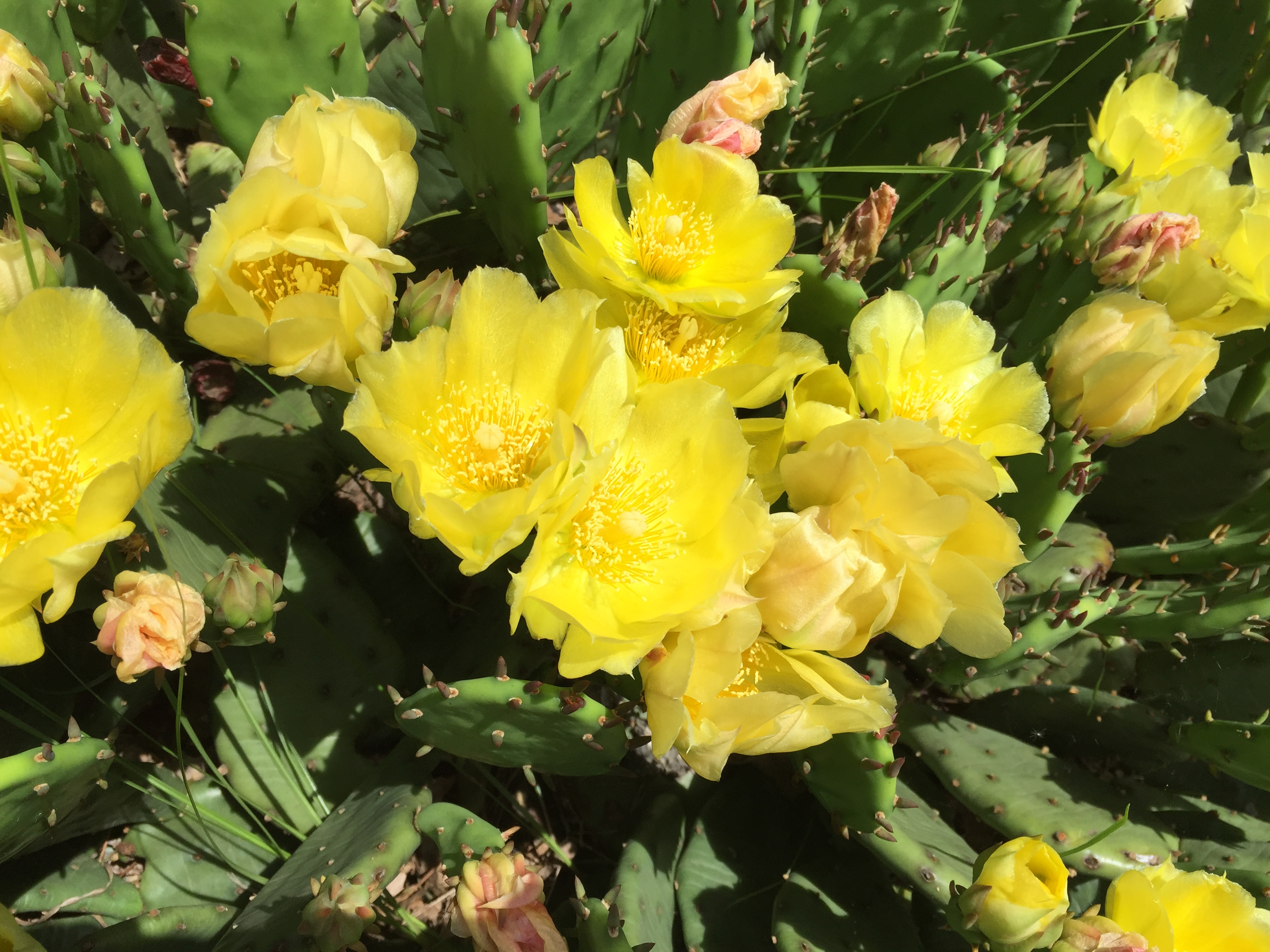
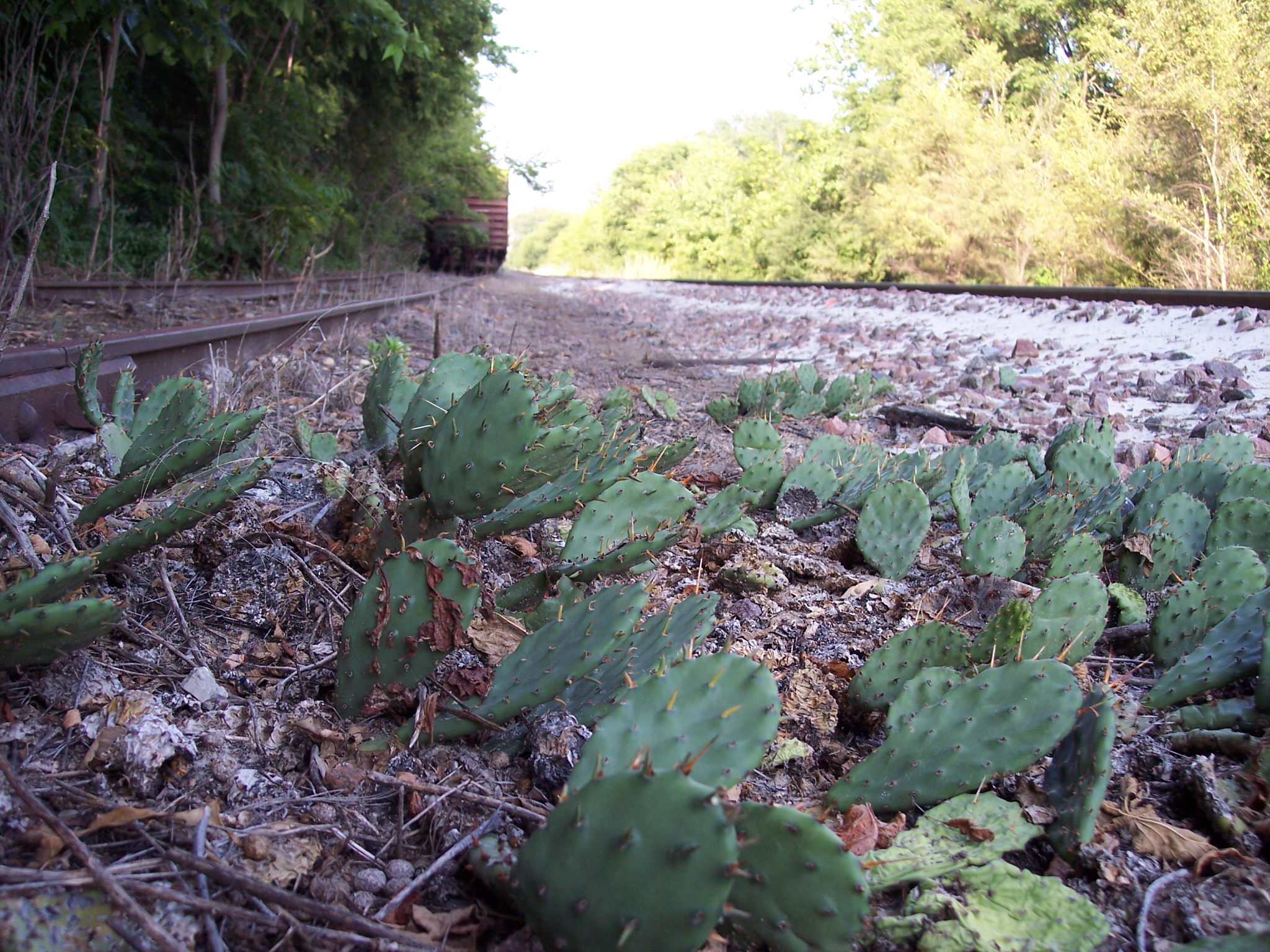